# TIE Ru
TIE Ru（てぃーあいいーるー）は、日本のYouTuberである。動画作成グループ TIE Cinema を運営している。
主にFPSゲームの実況プレイ・モンタージュ動画配信を行っている。FPSゲームPC版『バトルフィールドV』にて、世界総合キル数4位、スナイパーキル数世界1位を保持していた。

## 概要
石原式色覚異常検査表で色覚異常を持つことを公言しており、ゲームで色の補正を行えることに感謝している配信を行った。
アイコンのキャラクターはペンギンである理由はTIEクラン全員のSkypeのアイコンを悪乗りでペンギンに揃えたことに由来する。
2024年8月25日、自身のYouTubeチャンネルとXで、同じくゲーム実況者であるゆきぶやーとの結婚を発表した。
YouTubeやゲーム関係の活動について
- 2021年2月2日、ゲーム会社エレクトロニック・アーツの社員 Jonathan Doddが、「Apex Legends Season 07」の動画視聴回数ランキングを発表した。YouTube部門で、2位を記録した[6]。また、5月4日に発表された「Apex Legends Season 08」のランキングでは、YouTube部門で1位を記録した[7]。

- 2022年に、エレクトロニック・アーツは「エーペックスレジェンズ3周年アニバーサリー ウィークリーコミュニティコンテンツ」として、ゲーム画面と公式ホームページにて「本作品の発展に貢献したクリエイターやコミュニティグループに毎週スポットライトを当てています」。としてTIE Ruの紹介を行った[8]。

- 2023年2月、ビデオゲームのApex Legendsでのイベント「4周年アニバーサリーコレクションイベント」にて、TIE Ruにインスパイアされたヒューズのコラボスキン「アークティックフュージョン[9]」が無料報酬でゲットできた[注 1]。（アーティストは: Galehowl）。

## TIE Cinema
TIE Cinema は母体であるコミュニティTake it Easyより分化する形で発足した日本のBATTLEFIELD モンタージュ動画制作チームである。
Founder/ManagerをTIE_Ruが務めている。
Playerは、Ru, Silver, John, FLAME, Sho, pokoji, Gian, J-one_Alpha, Ikura
Editorは、KANZEN. TEMPEST,  Raven, MOSAD, patapata, ENIGMA, AX3L, Gruty, Yume, kazumura, Abdualla, Makiact
GFXは、PRIZEが務める。

## 戦績
Apex Legendsでの戦績。
- 2021年7月23日:第6回CRカップにて、「別ゲープレデター」チーム（TIE Ru、AlphaAzur、GreedZz）が優勝した[11]。
- 2021年11月6日:ZEROProjectレジェンズにて、「猫と猫アレルギー」チーム（紡音れい、TIE Ru、shoh）が優勝した[12]。

## 受賞歴
- 第3回 Crazy Raccoon Cup Apex Legends おじじ賞受賞、授与商品：ウイングスーツ、理由「ゲーム内で何度も落下したため、ペンギンが現実でも落下して困らないように[動画 3]」。

## ディスコグラフィ
【MV】かさねうた/CRカップテーマソング
作詞・作曲：れるりり、ラップ歌詞：tanaka（Dios）、編曲：山本恭平（Arte Refact）、A.Guitar：中嶋康孝、Bass：小林修己 Mix：kain 総合プロデュース：天月
歌：96猫、Sou、あどみん、ウォッカ、渋谷ハル、天月、RAS、ボブサップエイム、叶、カマたく、kinako、そらる、ボドカ、まふまふ、葛葉、勇気ちひろ、KUN、TIE_Ru、ヌンボラ、胡桃のあ